# Dakspiegel

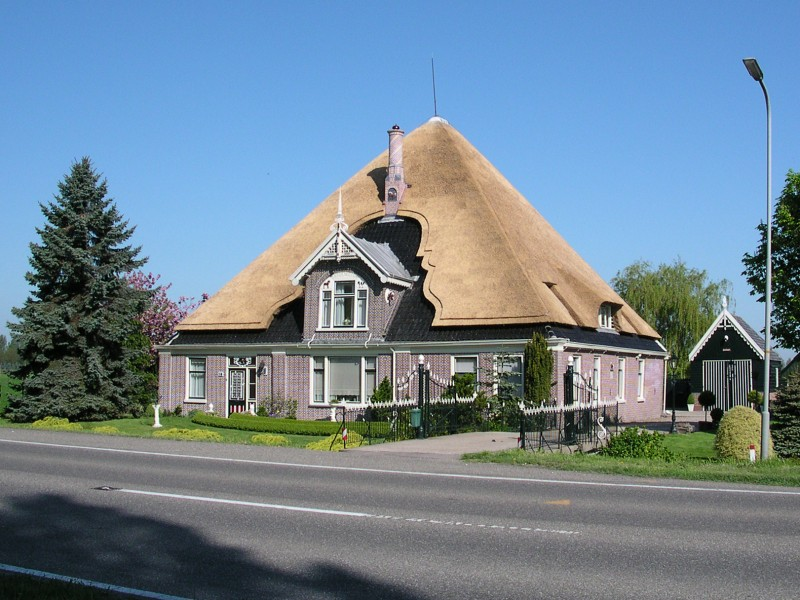
Stolpboerderij met boogvormige dakspiegel.

Een dakspiegel of pannenplaat is het uitgespaarde gedeelte in de rieten dakbedekking, vaak op het voorste dakdeel van een boerderij. In plaats van riet is dit deel gedekt met zwart geglazuurde dakpannen, waarmee de boer zijn of haar rijkdom kon laten zien. Dakspiegels komen voornamelijk voor bij stolpboerderijen in West-Friesland.

## Geschiedenis
Vermoedelijk kwamen dakspiegels voor het eerst op in het begin van de 17e eeuw. Uit deze periode zijn het voornamelijk herenboerderijen die van een dakspiegel voorzien zijn. Rijke stedelingen investeerden hun geld destijds veelal in het platteland, waar ze pachtboerderijen lieten bouwen. Later verrezen er veel stolpboerderijen met dakspiegels in de 19e eeuw, toen de landbouw in Noord-Holland een nieuwe periode van bloei doorstond. Dankzij de groei van agrarische export, gepaard met een toename van binnenlandse consumptie van goederen zoals melk, boter en kaas, in gang gezet door de verstedelijking, nam de welvaart onder de boerenbedrijven toe.

## Functie
De dakspiegel werd hoofdzakelijk ter decoratie en als statussymbool aangelegd. Ook wordt er vermoed dat de dakspiegel een beschermende rol bij brand zou spelen. Daarnaast werd het vee meestal bij de voorste of achterste deel van de boerderij ondergebracht, waardoor er geen riet vereist was voor het uitwasemen van het vee.

### Status
De dakspiegel diende oorspronkelijk als statussymbool en was één van de manieren waarop een boer zijn of haar rijkdom kon laten zien. Riet was in overvloed aanwezig in het Hollandse landschap, terwijl men dakpannen moest laten vervaardigen en leveren vanuit de verder gelegen gebieden. Door de hogere productie- en transportkosten ontstond er een riant prijsverschil tussen beide materialen. Dit maakte een met dakpannen bedekte uitsparing een wijdverspreid symbool om welstand te tonen. Daarnaast gaf de uitsparing mogelijkheid een fraai afgewerkte trap- of boogvorm aan te brengen in de randen van het riet, tevens een prijzige besteding.

### Brandveiligheid
Er zijn ook theorieën die stellen dat een dakspiegel een constructie is ter bevordering van de brandveiligheid. Een uitsparing van dakpannen zou minder snel vlam vatten en bovendien meer regenwater opvangen. Sommige deskundigen beweren daarbij dat de kans dat een boerderij niet in haar volledigheid afbrand hiermee verkleind wordt. Dit zou de bewoners in staat stellen om onder andere de huisraad in veiligheid te kunnen brengen tijdens een brand.

## Galerij

### Boogvormige dakspiegels

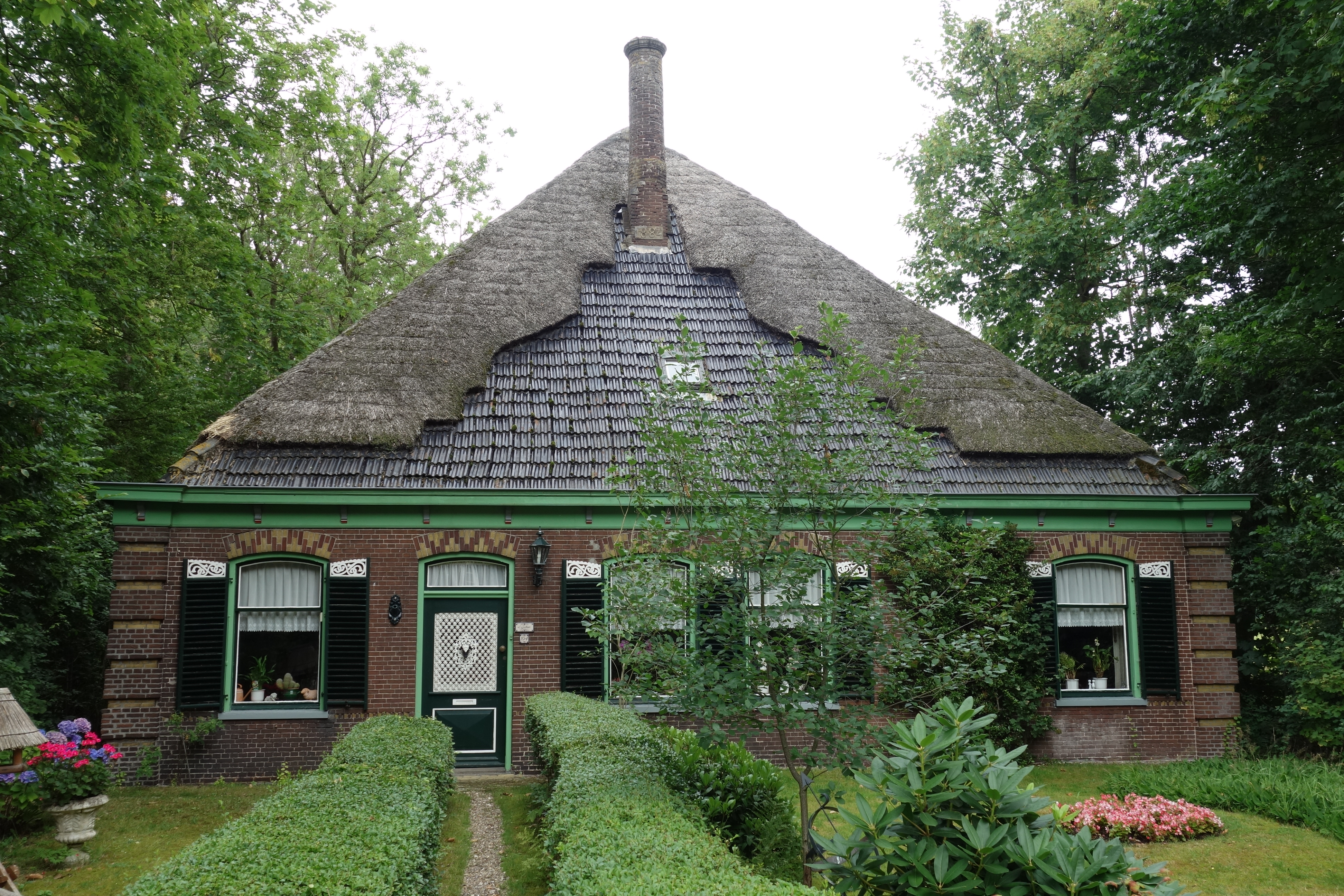
Dakspiegel met enkele rand aan de Heereweg 194, te Schoorl.
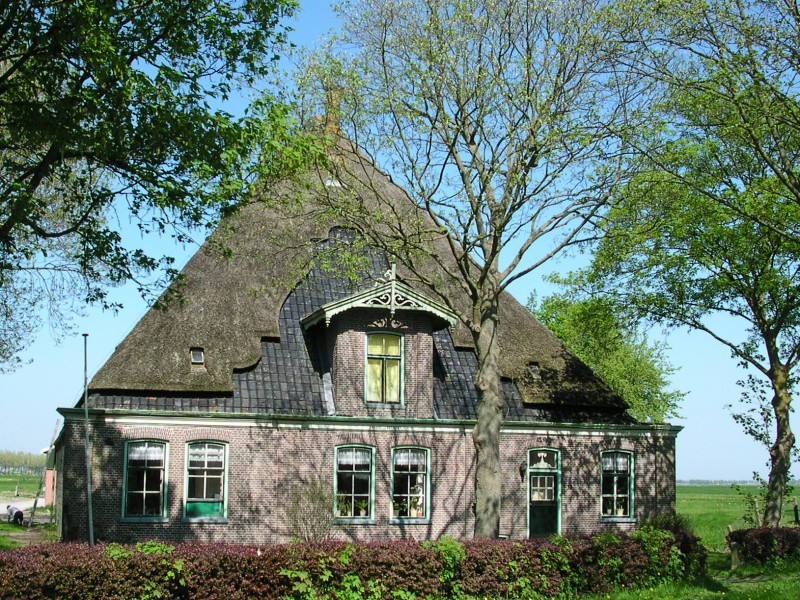
Dakspiegel met dubbele rand aan de Westerstraat 13, te Sijbekarspel.
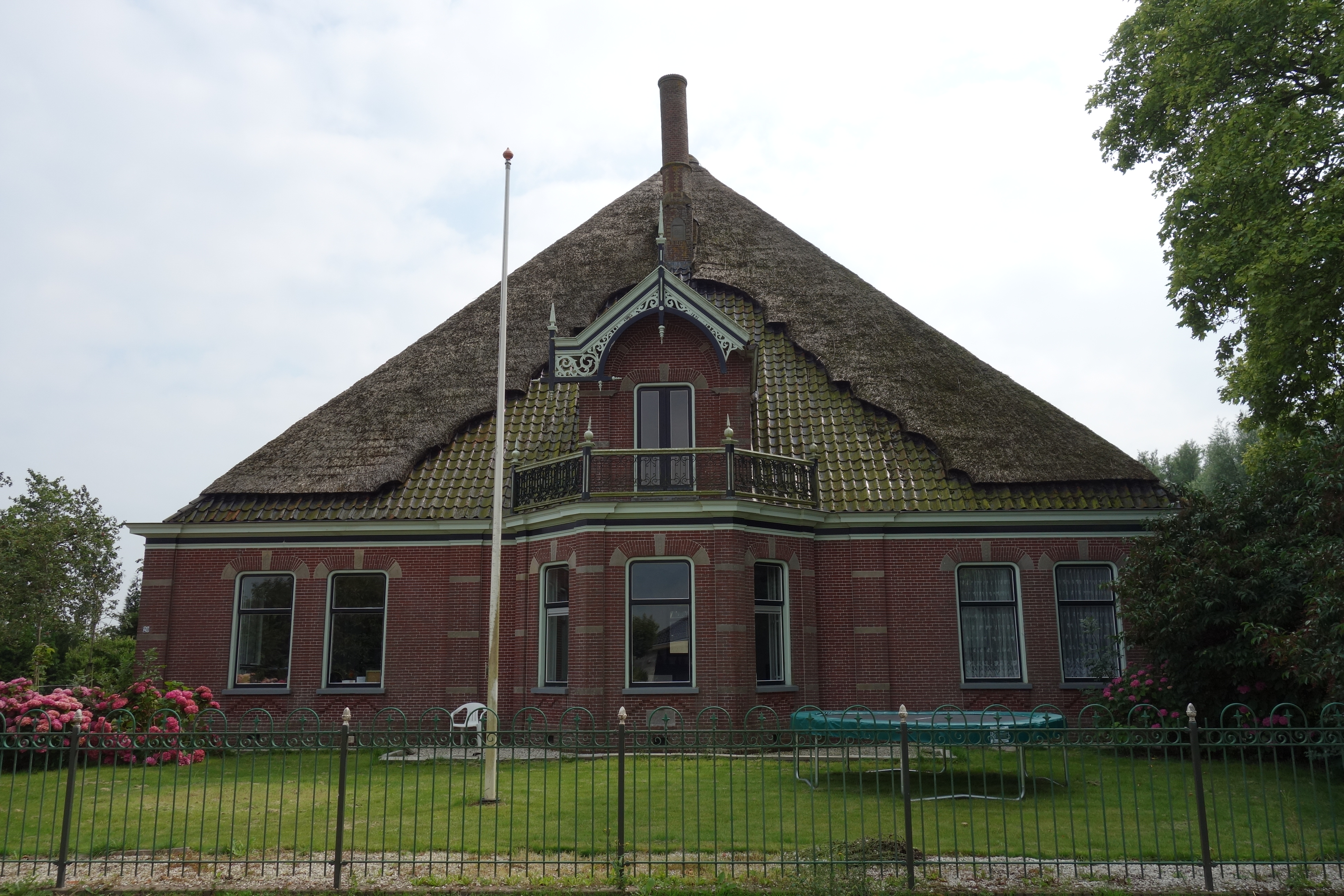
Boerderij met dakspiegel te Hoogkarspel, Streekweg 20.

### Trapvormige dakspiegels

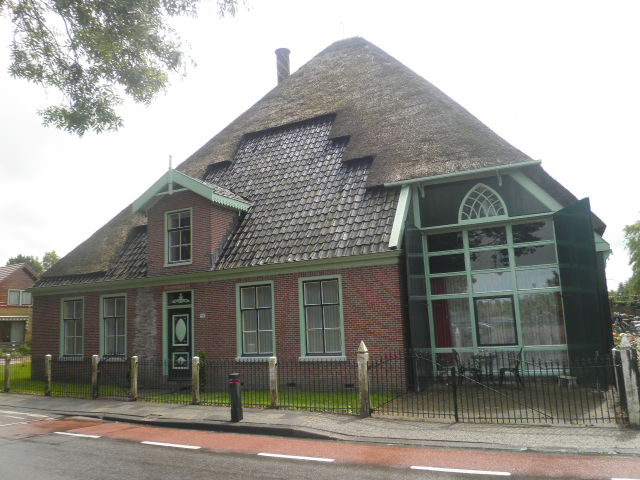
Boerderij met trapvormige dakspiegel in Hoogkarspel aan de Streekweg 148.
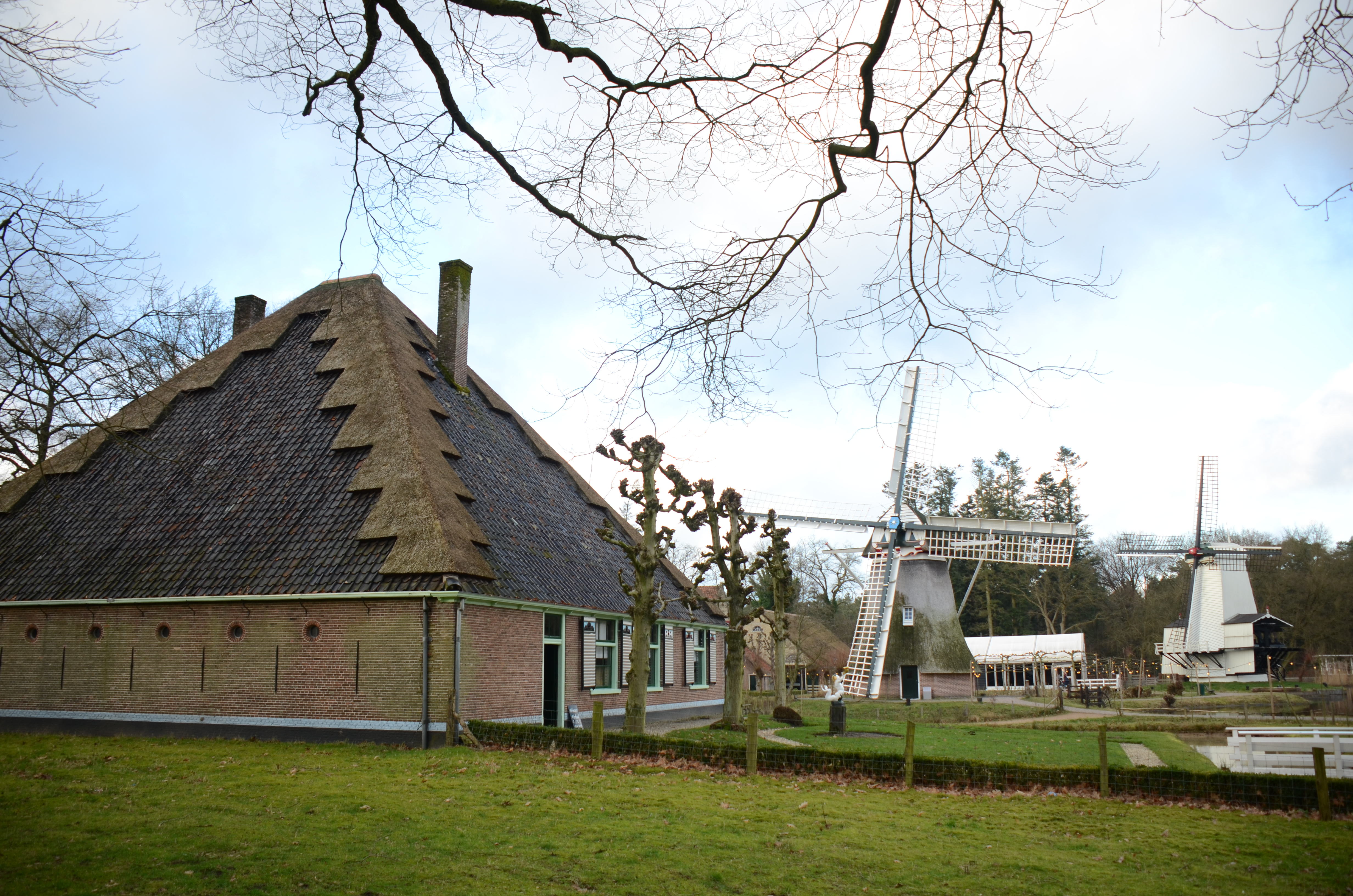
Trapsgewijze dakspiegel.
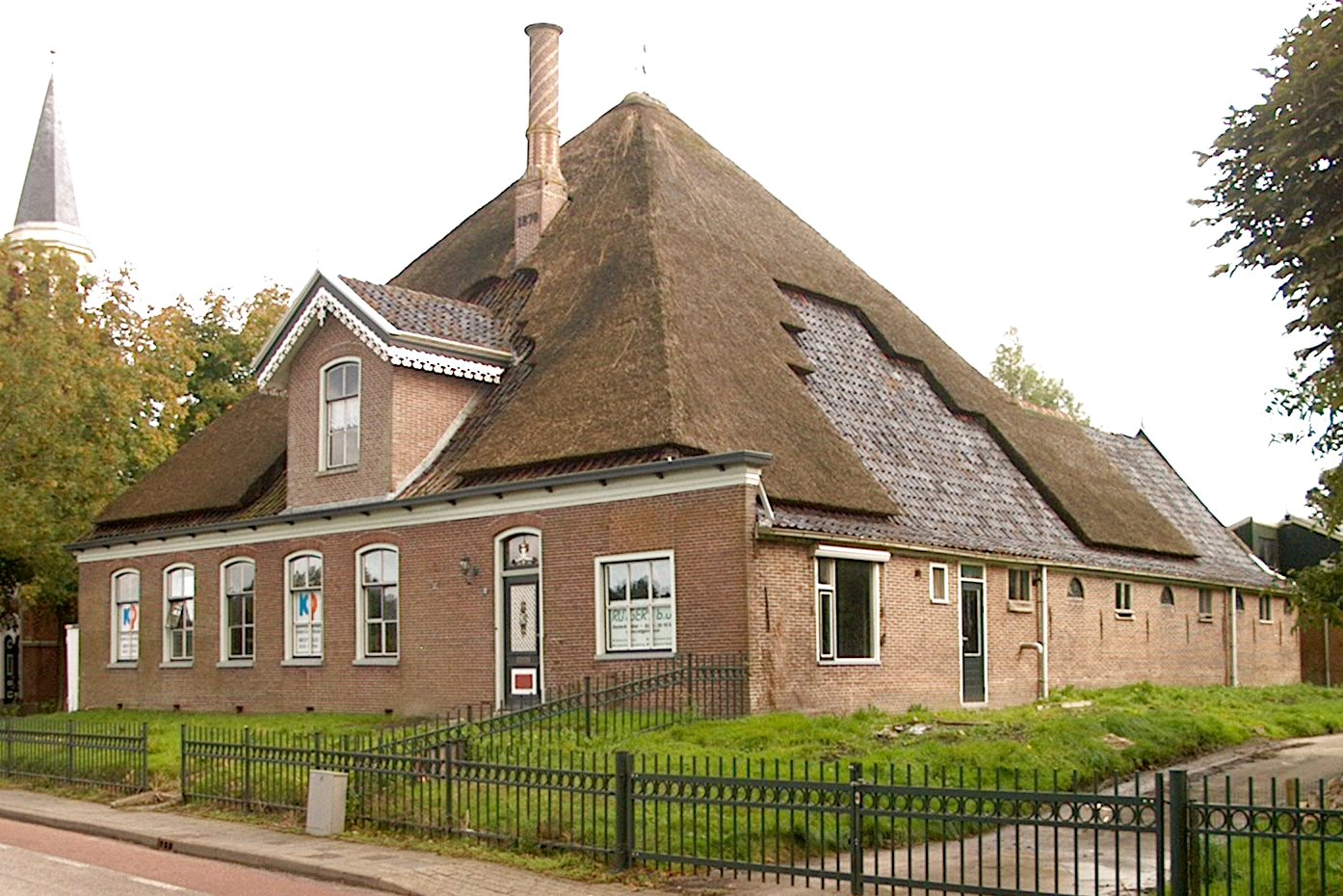
Zowel een trap- als boogvormige dakspiegel aan de Dr. Nuijensstraat 22 in Westwoud.
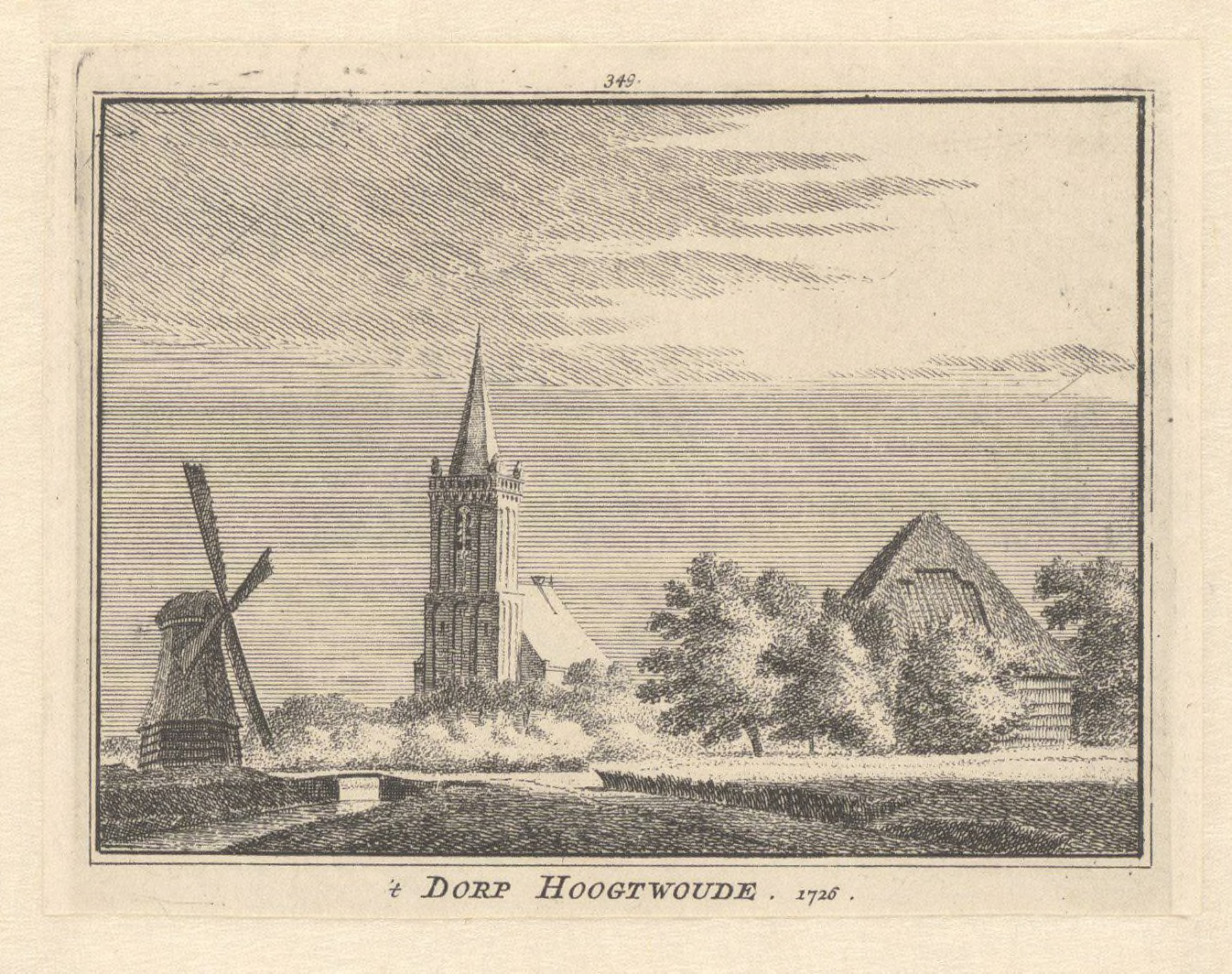
Tekening uit 1726 van boerderij met trapvormige dakspiegel te Hoogwoud.